# Ōtsu-e

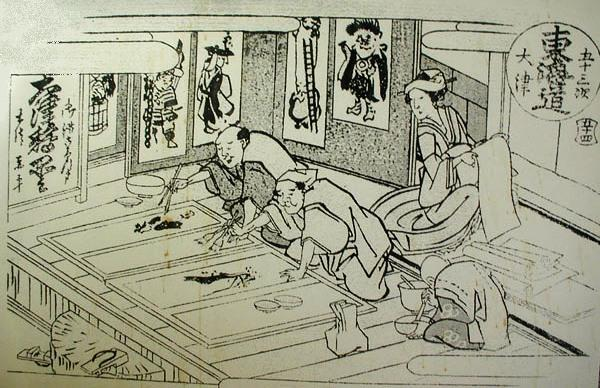
Une famille travaille à la production de Ōtsu-e.

Ōtsu-e (大津絵, litt. « images d'Otsu ») est un art populaire qui a vu le jour au Japon au XVIIe siècle et qui dépendait du trafic routier commercial qui passait à travers le district où les images étaient produites. Avec l'arrivée du chemin de fer à la fin du XIXe siècle, cet art a en grande partie disparu.

## Un art anonyme
Ōtsu, un port sur le lac Biwa juste à l'est de la capitale impériale de Kyoto, se situe à un carrefour réputé pour les routes commerciales et en particulier pour l'importante route menant à la capitale administrative d'Edo. Ici et dans les villages avoisinants, comme Oiwake (追分), une tradition d'art populaire rudimentaire s'est développée, à destination des voyageurs. Les pèlerins du temple Onjō-ji achetaient aussi ces gravures comme souvenirs.
Cet art était produit rapidement et à faible coût, souvent avec la collaboration de familles entières. Les images étaient exposées pour la vente sur des stands au bord de la route et étaient destinées à être fixées aux portes ou collées sur les piliers et les portes coulissantes des maisons. Parmi les techniques utilisées pour accélérer la production, il y avait l'utilisation de compas pour produire des halos sur les personnages sacrés et de xylographies pour donner les grandes lignes d'une tête qui était ensuite repeinte. 

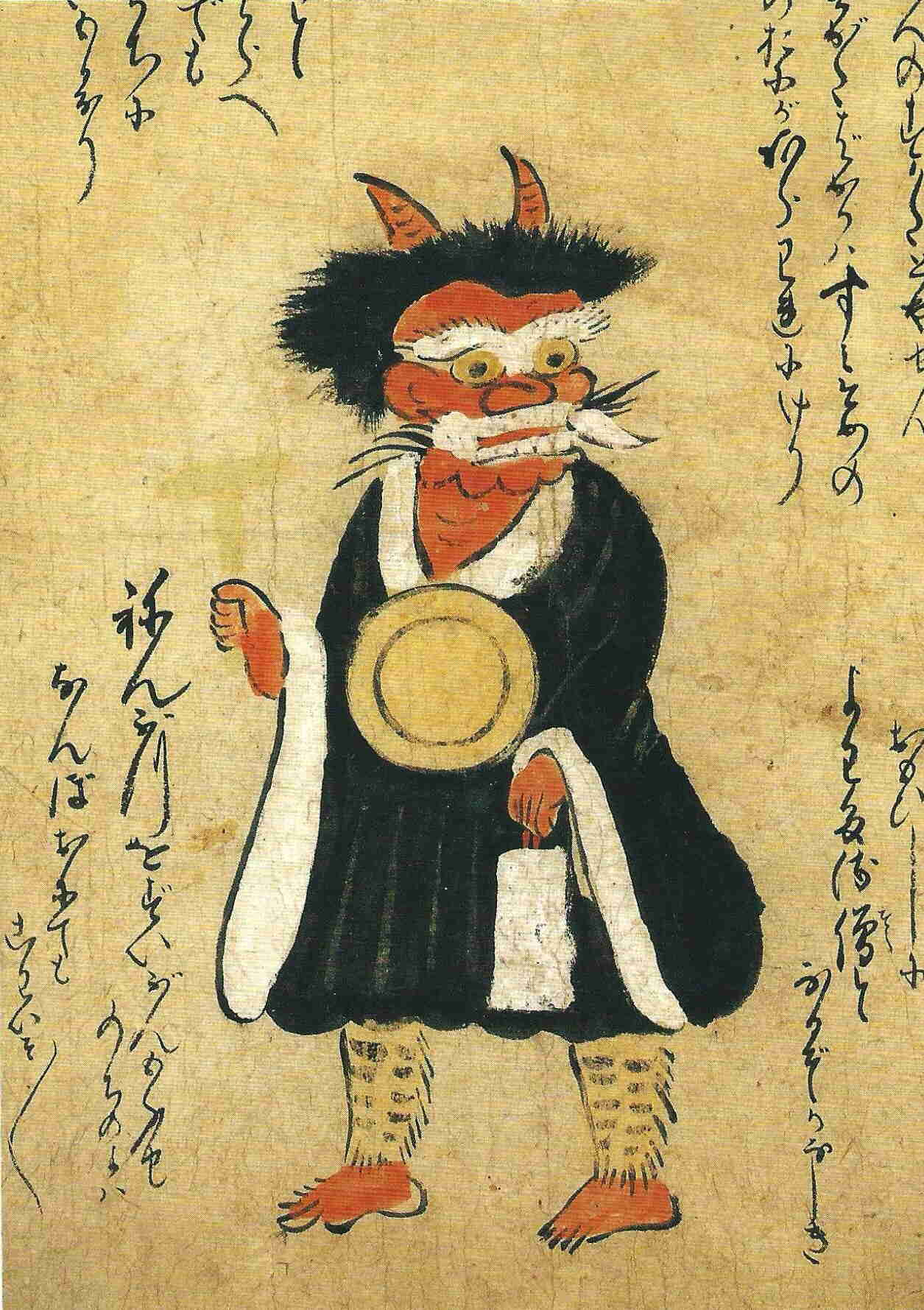
Bouddha représenté en démon (oni).

Le commerce semble avoir commencé dans la première moitié du XVIIe siècle. Les sujets bouddhistes ayant un but religieux protecteur étaient les plus communs au début ; des thèmes du folklore se sont ajoutés et ont fini par prévaloir. Au cours du XVIIIe siècle, les illustrations ont acquis un but didactique moral et un texte explicatif est introduit sur l'image. Souvent, cependant, il y avait un aspect satirique : les démons étaient dépeints comme des moines faisant l'aumône ou prenant un bain ; avec un commentaire portant l'inscription « Nombre d'entre eux se lavent le corps mais pas l'esprit ». Après l’affaiblissement du commerce routier et avec l’émergence des voyages en train, le style a persisté localement, mais il connaît un certain un renouveau au début des années 2000.

## Public
Dès le début, le style a été produit par et destiné aux gens du peuple. Il a été rejeté par les élites avec parfois un mépris ironique, comme dans le haïku de Yosa Buson « Dans le ciel, une hirondelle / plonge et vise avec sa fiente / le Ōtsu-e en bas ». Seul Matsuo Bashō, avec son appréciation respectueuse de la culture commune, les traite plus généreusement : « Comment a-t-elle commencé, / la brosse dans les peintures d'Otsu, / avec quel nom du Bouddha? »

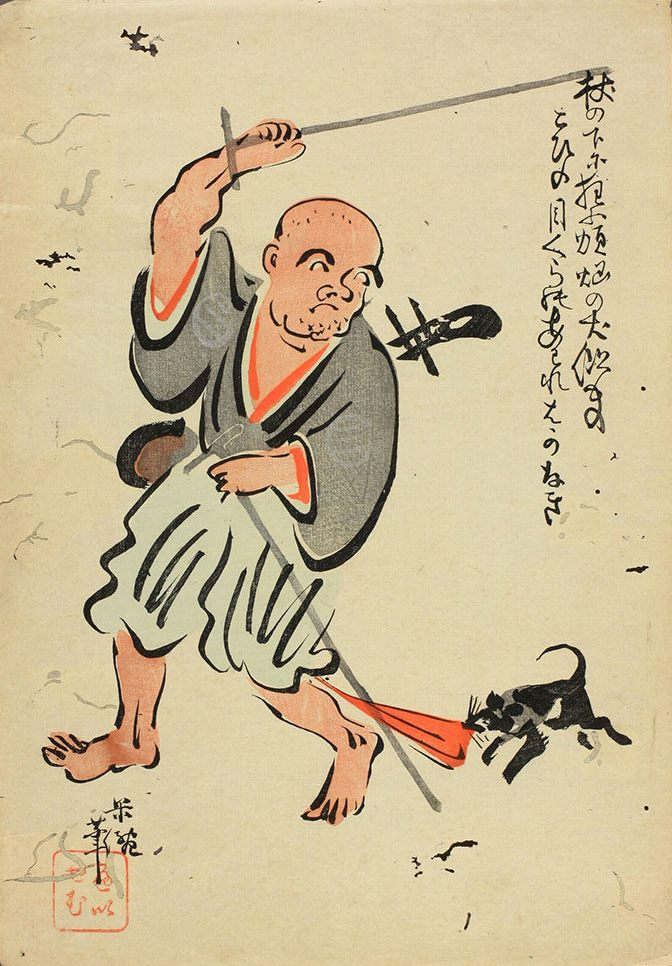
Un musicien aveugle repousse un chien avec sa béquille.

On a défendu l'idée que les Ōtsu-e étaient les ancêtres des estampes sur bois ukiyo-e, qui les auraient remplacées au niveau national, mais de telles techniques d'impression n'ont pas été utilisées dans la région avant le XIXe siècle, bien après que le style des ukiyo-e est devenu populaire. Cependant, plusieurs artistes de l'École Utagawa ont incorporé des éléments des Ōtsu-e dans leurs gravures. Ceci est évident, par exemple, dans le triptyque d'Utagawa Kuniyoshi intitulé Peintures Ōtsu-e devenant vivantes ou dans les personnages populaires intégrés à La danse Bon-odori d'Hiroshige. 
Une image Otsu-e était particulièrement appréciée pour son ambivalence. Elle représente un musicien aveugle qui repousse un chien pendu à ses vêtements traînants. Le but moral originel était « de mettre en garde afin de ne pas être pris au dépourvu, l’écharpe flottante représentant un esprit peu ferme ou flou. Cependant, vers le milieu du XIXe siècle, l’image pouvait être interprétée comme une satire du déclin du pouvoir du shogunat Tokugawa, l’aveugle représentant le gouvernement pris au dépourvu par les agressions des puissances étrangères, symbolisées par le chien. » Utagawa Toyokuni I fit sien le thème dans une estampe montrant deux aveugles frappant des chiens qui aboient sur leurs talons. Kuniyoshi alla plus loin dans la série qu'il créa sous le nom de Hodomoyoshi, incorporant dans ses gravures une image Ōtsu-e dans un coin, au-dessus de sa propre imitation, plus dynamique de la scène. Le thème de l'homme aveugle attaqué par un chien est également réinterprété avec l'image du guerrier Shimizu Kwanja Yoshitaka levant son épée face à un rat géant qui est en train de ronger la fin d'un rouleau qu'il porte. De cette façon, Kuniyoshi fait appel à la tradition populaire d'une production en série à une époque où sa propre version, plus élégante, la remplace.